# ألبولاي
ألبولاي (بالإنجليزية: Albulae) كانت مدينة فينيقية قرطاجية رومانية في موريتانيا القيصرية. تقع في مدينة عين تموشنت الحالية بالجزائر.